# Ulrich Meyer (Richter)
Ulrich Meyer (* 28. Oktober 1953 in Interlaken) ist ein Schweizer Jurist. Von 2017 bis 2020 war er Präsident des Bundesgerichts. Er gehört der SP an.

## Ausbildung
Meyer studierte an der Universität Bern. Im Jahre 1979 erlangte er das Fürsprecherpatent, 1984 das Doktorat. 1992 habilitierte er sich an der Universität Zürich. Dort ist er Titularprofessor.

## Berufliche Tätigkeit
Meyer war bis 1981 Beamter im Bundesamt für Justiz. Anschliessend war er am Eidgenössischen Versicherungsgericht zunächst als Gerichtsschreiber tätig. Am 1. Oktober 1986 wurde er zum Mitglied des Eidgenössischen Versicherungsgerichts gewählt; dort hatte er 1998 und 1999 die Position des Präsidenten inne. Von 2013 bis 2016 war Meyer Vizepräsident des Bundesgerichts, 2016 wurde er zu dessen Präsidenten gewählt. Am 12. Dezember 2018 wurde Meyer von der Bundesversammlung für eine weitere zweijährige Amtszeit als Präsident bestätigt. Seine Amtszeit endete Ende 2020, Nachfolgerin wurde Martha Niquille. Während seiner Amtszeit als Bundesgerichtspräsident war Meyer kraft Amtes auch Mitglied der Verwaltungskommission des Bundesgerichts. In dieser Zeit wurde er wegen als einer als sexistisch eingestuften Äusserung gegenüber einer Richterin des Bundesstrafgerichts von der Geschäftsprüfungskommission des National- und Ständerats gerügt.